# Tysk-österrikiska backhopparveckan 1962/1963
Under Tysk-österrikiska backhopparveckan 1962/1963 hoppade man i Oberstdorf den 28 december, och den 30 december hoppade man i Innsbruck.  den 1 januari hoppade man i Partenkirchen. Deltävlingen i Bischofshofen genomfördes slutligen den 6 januari.

## Oberstdorf
- Datum: 28 december 1962
- Land:  Västtyskland
- Backe: Schattenbergschanze

| Placering | Hoppare           | Land         | Poäng |
| --------- | ----------------- | ------------ | ----- |
| 01        | Toralf Engan      | Norge        | 214,2 |
| 02        | Max Bolkart       | Västtyskland | 199,3 |
| 03        | Torbjørn Yggeseth | Norge        | 194,8 |
| 04        | Heini Ihle        | Västtyskland | 193,6 |
| 05        | Willi Egger       | Österrike    | 191,6 |
| 06        | Georg Thoma       | Västtyskland | 185,3 |
| 07        | John Balfanz      | USA          | 182,7 |
| 08        | Torgeir Brandtzæg | Norge        | 182,3 |
| 09        | Niilo Halonen     | Finland      | 181,3 |
| 010       | Juhani Kärkinen   | Finland      | 180,5 |
| 010       | Sepp Lichtenegger | Österrike    | 180,5 |

## Innsbruck
- Datum: 30 januari 1962
- Land:  Österrike
- Backe: Bergiselschanze

| Placering | Hoppare             | Land          | Poäng |
| --------- | ------------------- | ------------- | ----- |
| 01        | Toralf Engan        | Norge         | 231,2 |
| 02        | Helmut Recknagel    | Östtyskland   | 215,7 |
| 03        | Georg Thoma         | Västtyskland  | 215,3 |
| 04        | Torgeir Brandtzæg   | Norge         | 214,9 |
| 05        | Kurt Schramm        | Östtyskland   | 212,1 |
| 06        | John Balfanz        | USA           | 211,1 |
| 07        | Torbjørn Yggeseth   | Norge         | 210,1 |
| 08        | Max Bolkart         | Västtyskland  | 208,8 |
| 09        | Heini Ihle          | Västtyskland  | 206,8 |
| 010       | Aleksander Ivanikov | Sovjetunionen | 205,4 |

## Partenkirchen
- Datum: 1 januari 1963
- Land:  Västtyskland
- Backe: Große Olympiaschanze

| Placering | Hoppare           | Land            | Poäng |
| --------- | ----------------- | --------------- | ----- |
| 01        | Toralf Engan      | Norge           | 229,9 |
| 02        | Georg Thoma       | Västtyskland    | 217,3 |
| 03        | Max Bolkart       | Västtyskland    | 216,9 |
| 04        | Niilo Halonen     | Finland         | 211,4 |
| 05        | John Balfanz      | USA             | 209,9 |
| 06        | Torbjørn Yggeseth | Norge           | 209,8 |
| 07        | Pekka Yliniemi    | Finland         | 207,4 |
| 08        | Antoni Łaciak     | Polen           | 206,5 |
| 09        | Dalibor Motejlek  | Tjeckoslovakien | 204,4 |
| 010       | Torgeir Brandtzæg | Norge           | 204,0 |

## Bischofshofen
- Datum: 6 januari 1963
- Land:  Österrike
- Backe: Paul-Ausserleitner-Schanze

| Placering | Hoppare           | Land         | Poäng |
| --------- | ----------------- | ------------ | ----- |
| 01        | Torbjørn Yggeseth | Norge        | 205,0 |
| 02        | Torgeir Brandtzæg | Norge        | 199,5 |
| 03        | John Balfanz      | USA          | 197,5 |
| 04        | Toralf Engan      | Norge        | 195,4 |
| 05        | Max Bolkart       | Västtyskland | 191,8 |
| 06        | Baldur Preiml     | Österrike    | 188,4 |
| 07        | Willi Egger       | Österrike    | 186,8 |
| 08        | Giacomo Aimoni    | Italien      | 186,6 |
| 09        | Max Golser        | Österrike    | 185,6 |
| 010       | Helmut Kurz       | Västtyskland | 184,6 |

## Slutställning
| Placering | Hoppare           | Land            | Poäng |
| --------- | ----------------- | --------------- | ----- |
| 01        | Toralf Engan      | Norge           | 870,7 |
| 02        | Torbjørn Yggeseth | Norge           | 819,7 |
| 03        | Max Bolkart       | Västtyskland    | 816,8 |
| 04        | John Balfanz      | USA             | 801,2 |
| 05        | Torgeir Brandtzæg | Norge           | 800,7 |
| 06        | Georg Thoma       | Västtyskland    | 797,3 |
| 07        | Antoni Łaciak     | Polen           | 759,9 |
| 08        | Willi Egger       | Österrike       | 758,4 |
| 09        | Pekka Yliniemi    | Finland         | 746,8 |
| 010       | Josef Matouš      | Tjeckoslovakien | 742,3 |